# Đức Châu
Đức Châu (tiếng Trung: 德州; bính âm: Dézhōu) là một địa cấp thị ở tỉnh Sơn Đông, Trung Quốc. Đức Châu giáp tỉnh lỵ Tế Nam về phía Đông Nam, Liêu Thành về phía Tây Nam, Tân Châu về phía Đông Bắc, và tỉnh Hà Bắc về phía Bắc.

## Hành chính
Địa cấp thị Đức Châu quản lý 11 đơn vị cấp huyện, bao gồm 1 quận nội thành, 2 thành phố cấp huyện và 8 huyện.

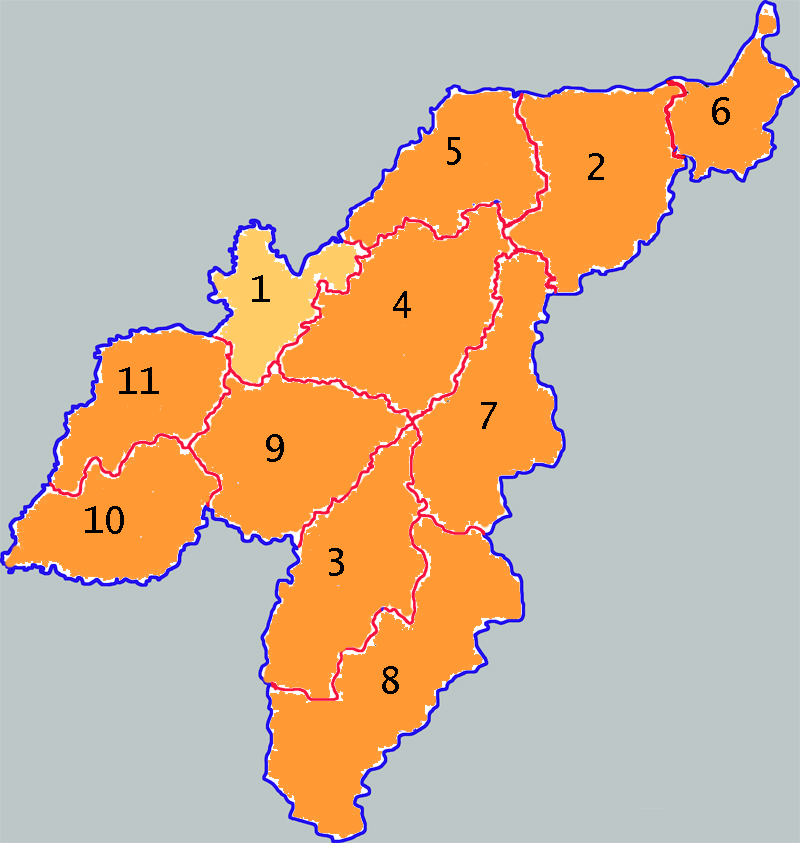

- Khu Đức Thành (德城区)
- Khu Lăng Thành (陵城区)
- Thành phố cấp huyện Lạc Lăng (乐陵市)
- Thành phố cấp huyện Vũ Thành (禹城市)
- Huyện Bình Nguyên (平原县)
- Huyện Hạ Tân (夏津县)
- Huyện Vũ Thành (武城县)
- Huyện Tề Hà (齐河县)
- Huyện Lâm Ấp (临邑县)
- Huyện Ninh Tân (宁津县)
- Huyện Khánh Vân (庆云县)

## Giao thông vận tải
Đức Châu nằm trên tuyến đường ray Bắc Kinh - Thượng Hải.

## Du lịch
Điểm thu hút du khách lớn nhất của Đức Châu là mộ của Sultan Paduka Batara của Nhà nước Hồi giáo Sulu, người đã mất tại Đức Châu trên đường về từ một chuyến thăm hoàng đế Vĩnh Lạc năm 1417. Mộ của ông vẫn được bảo quản tốt và được công bố là một di sản quốc gia. Hậu duệ của những người Hồi giáo của vị vua Hồi giáo này ngày nay vẫn sinh sống ở Đức Châu và được xếp vào nhóm người Hồi.

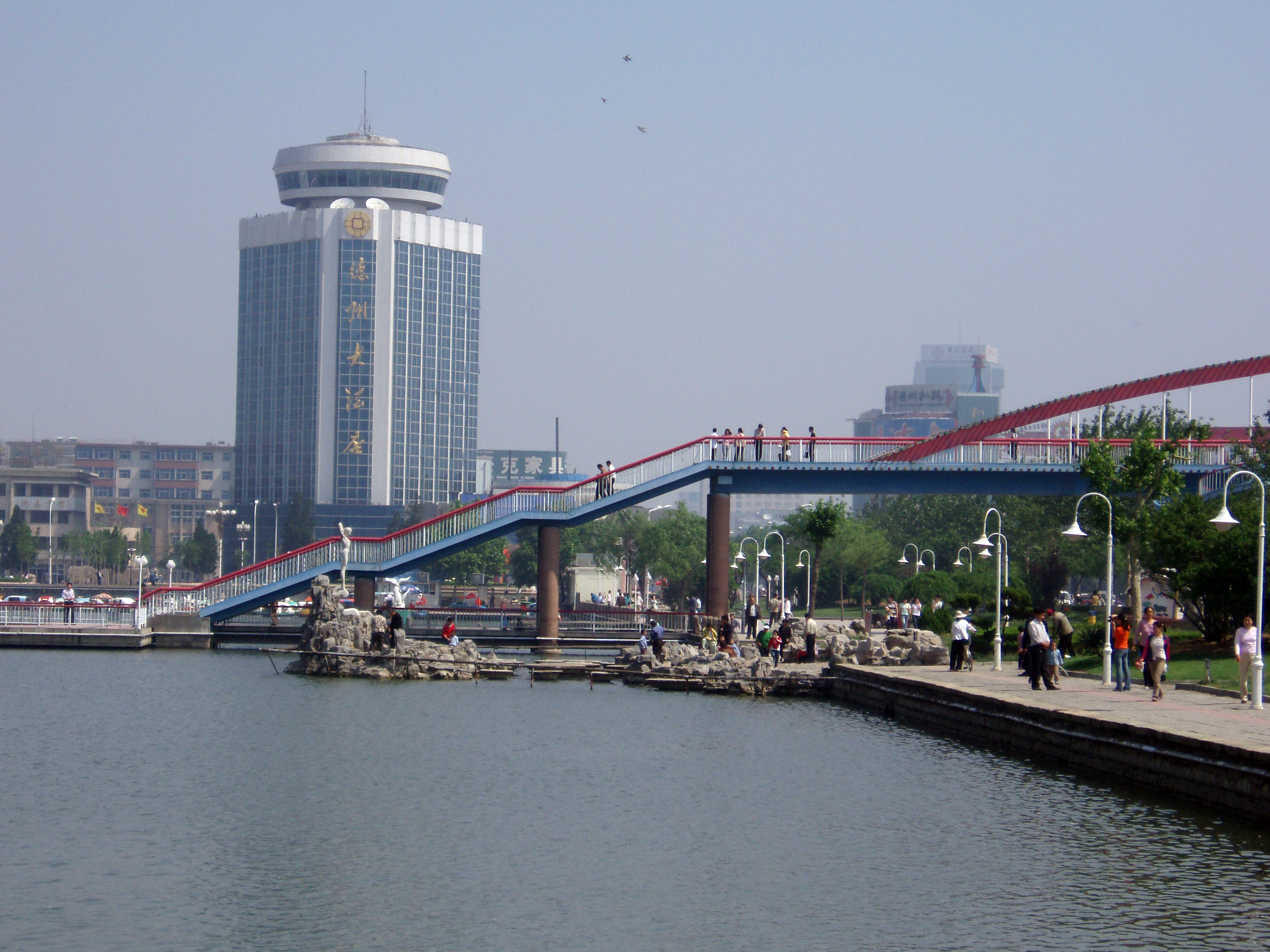